# Kaneltangara
Kaneltangara (Schistochlamys ruficapillus) är en fågel i familjen tangaror inom ordningen tättingar.

## Utseende
Kaneltangaran är en stor tangara med tjock grå näbb. Fjäderdräkten är övervägande kanelbrun på huvud, bröst och undergump, medan den är grå på buk, vingar och stjärt. På huvudet syns en svart fläck framför ögat.

## Utbredning och systematik
Kaneltangara behandlas antingen som monotypisk eller delas in i tre underarter med följande utbredning:
- S. r. capistrata – östra Brasilien
- S. r. sicki – centrala Brasilien
- S. r. ruficapillus – sydöstra Brasilien, östra Paraguay och nordöstra Argentina

## Levnadssätt
Kaneltangaran hittas i savann och caatinga, där den ses sitta tyst i toppen av en buske. Den kan också påträffas i skogsbryn och till och med i stadsparker.

## Status
Arten har ett stort utbredningsområde och beståndet anses stabilt. Internationella naturvårdsunionen IUCN listar den därför som livskraftig (LC).